# Aris Fioretos
Aris Fioretos (limba greacă: Άρης Φιορέτος, n. 6 februarie 1960, Göteborg) este un scriitor, traducător și critic literar suedez.

## Viață
Aris Fioretos s-a născut în Göteborg și a crescut în Lund, tatăl fiind grec, emigrat în Suedia iar mama austriacă. Tatăl său a fost profesor de medicina, mama a avut o galerie. A studiat la Stockholms universitet din Stockholm, la École pratique des hautes études din Paris și Yale University.
Prima sa carte, Delandets bok.a apărut în  anul 1991. De atunci, a publicat o serie de cărți și romane de proză, Vanitasrutinerna (1998), Stockholm noir (2000) și Den siste greken (2009). Are cărți traduse în mai multe limbi - inclusiv engleză, germană, franceză, olandeză, greacă, norvegiană și sârbă.
A tradus în limba suedeză din Paul Auster, Friedrich Hölderlin, Vladimir Nabokov, Walter Serner și Peter Waterhouse. El a primit numeroase premii si burse de la diferite instituții printre care: Getty Center, Svenska Akademien, DAAD si American Academy de la Berlin și All Souls College, Oxford University.
Din 1997 trăiește Fioretos ca un scriitor independent în Stockholm și Berlin.

## Opere

### Beletristică
- Delandets bok, proză, 1991
- Vanitasrutinerna, proză 1998
- Stockholm noir, roman, 2000
- Sanningen om Sascha Knisch 2002
  - în limba română: Adevarul Despre Sascha Knisch Traducere: Gabriella Eftimie. Editura Polirom, 2006, ISBN 9734605038
- Den siste greken roman, 2009
- Halva solen. 2012.

### Eseuri
- Den grå boken, 1994
- En bok om fantomer, 1996
- Skallarna, 2001
- Vidden av en fot, 2008
- Avtalad tid 2012. Dialoguri cu Durs Grünbein, Stockholm, 2012

### Lucrări științifice
- Det kritiska ögonblicket: Hölderlin, Benjamin, Celan, 1991
- Flykt och förvandling, 2010

ca editor
- Word Traces: New Readings of Paul Celan, 1994
- The Solid Letter: Readings of Friedrich Hölderlin, 1999
- Re: the Rainbow, 2004

## Distincții
- 1989: Premiul A. Owen Aldridge
- 1994: Premiul Karin și Karl Ragnar Gierows, Academia Suedeză
- 2000: De Nios Vinterpris
- 2003: Lydia și Herman Erikssons stipendiu, Academia Suedeză
- 2009: Gleerups litterära pris
- 2010: Premiul pentru roman al Radioului Suedez
- 2011: Preis der SWR-Bestenliste
- 2011: Sture Linnérs Pris
- 2011: Kellgrenpriset, Academia Suedeză
- 2012: Premiul Marin Sorescu, Institutul Cultural Român
- 2013: Independent Publisher Book Award, categoria Biografie
- 2013: Marele Premiu al Fundației De Nio

## Weblinks
1. ↑  Aris Fioretos, Munzinger Personen, accesat în 9 octombrie 2017
2. ↑  „Aris Fioretos”, Gemeinsame Normdatei, accesat în 15 decembrie 2014
3. 1 2  „Aris Fioretos”, Gemeinsame Normdatei, accesat în 4 martie 2015
4. ↑  Autoritatea BnF, accesat în 10 octombrie 2015
5. 1 2   https://www.zak.kit.edu/english/4747.php Lipsește sau este vid: |title= (ajutor)
6. ↑   https://www.americanacademy.de/person/aris-fioretos/ Lipsește sau este vid: |title= (ajutor)
7. ↑   http://jeanette-schocken-preis.de/?p=52 Lipsește sau este vid: |title= (ajutor)